# Blocs arithmétiques

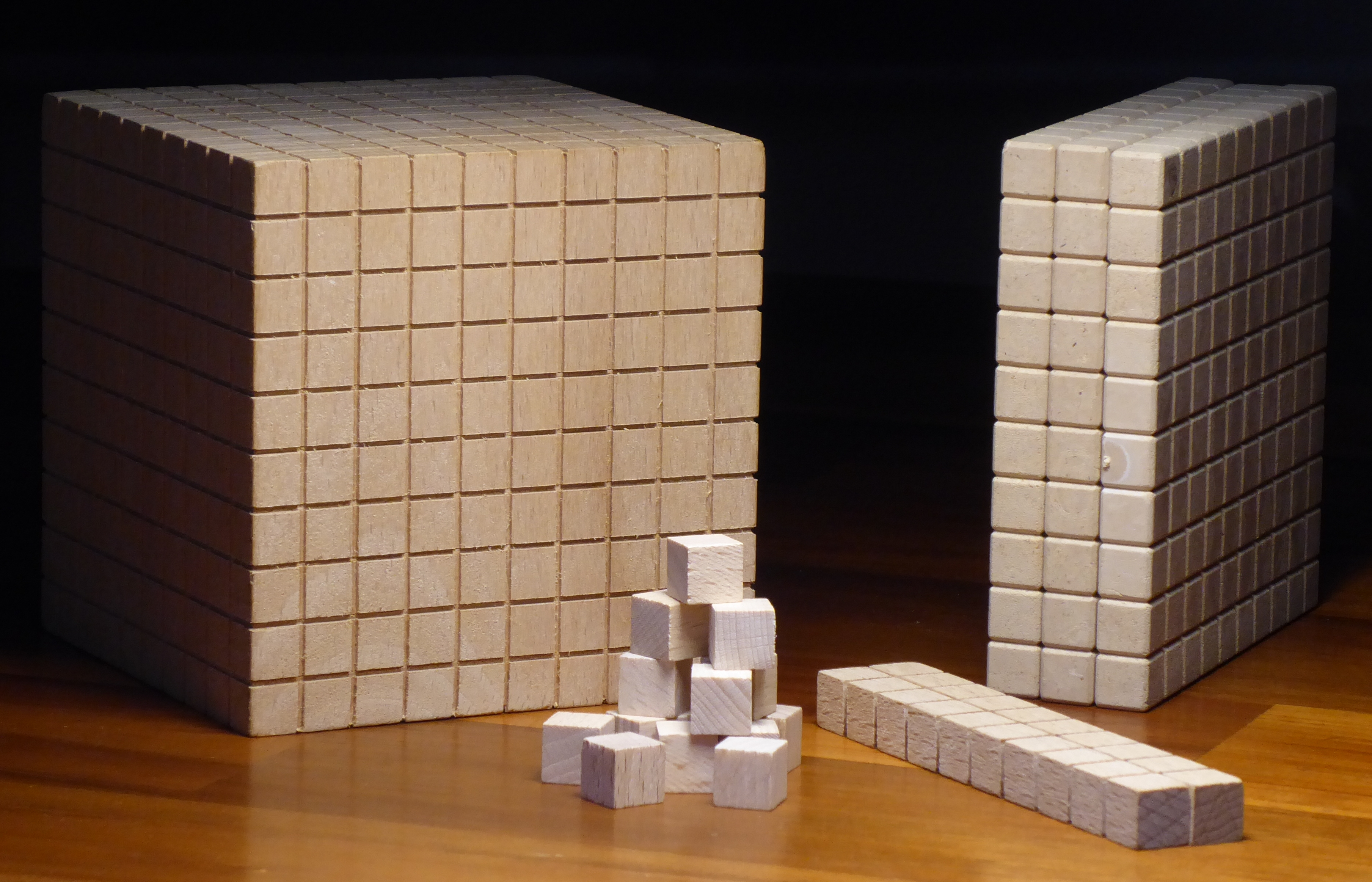
Blocs de Dienes (base 10)

 En didactique des mathématiques, les blocs arithmétiques constituent un matériel pédagogique destiné à faciliter l'apprentissage des nombres et des opérations arithmétiques par la manipulation.
On peut distinguer deux types de blocs : les blocs linéaires où la longueur des objets représentent un nombre et les blocs volumiques dans lesquels le nombre est représenté par le volume.
Leur utilisation est dans la mouvance des mathématiques  par la manipulation prônées par Maria Montessori, Georges Cuisenaire, Caleb Gattegno, Jean Piaget, Zoltan Dienes

## Systèmes linéaires

### Réglettes Cuisenaire

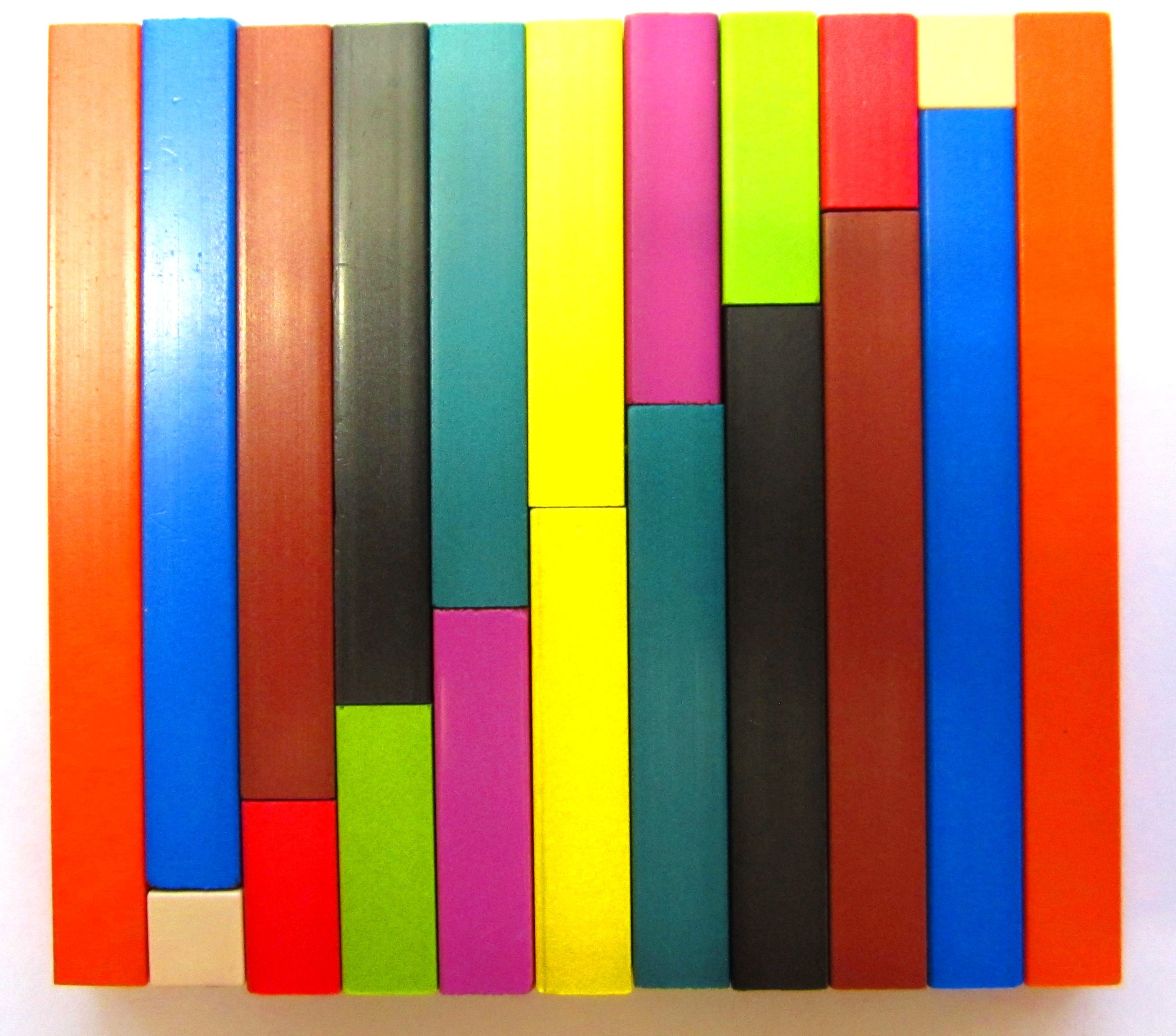
Réglettes Cuisenaire

C'est probablement le système de réglettes le plus connu même s'il a eu de nombreux prédécesseurs .
Il s'agit d'un jeu de réglettes colorées lisses imaginé par Georges Cuisenaire. La taille de l'objet, donc sa valeur en tant que nombre, est à découvrir par l'enfant :
- la réglette rouge vaut deux réglettes blanches
- la vert-pomme une rouge et une blanche, ou 3 blanches
- la réglette rose vaut deux rouges ou 4 blanches, ou une rouge et 2 blanches, ou une vert-pomme et une blanche, etc.

À partir de ces réglettes, l'enfant est amené à percevoir les additions, les soustractions, les multiplications, voire des opérations plus complexes.

### Le système LAB (linear arithmétique blocks)
Il est constitué de tubes de 4 longueurs différentes 1 m, 10 cm, 1 cm et 1 mm. La longueur exacte n'a pas d'importance, le principal est que la longueur des tubes diffère d'un facteur 10. Ce matériel est destiné à mettre en place l'écriture décimale des nombres. Il permet de travailler autant sur les nombres entiers que sur les nombres décimaux en se fixant le tube unité.
Il met en place le principe du système décimal. En imposant des places à chaque type de tube, il familiarise l'enfant à l'écriture décimale positionnelle. En mettant les tubes bout à bout, il facilite la comparaison des nombres, la notion d'arrondi, prépare à la représentation des nombres sur la droite réelle. Une étude comparative en 2001 démontre une meilleure assimilation des concepts par le système LAB que par le système multibase de Dienes.

## Systèmes volumiques

### Blocs de base 10
Il s'agit de manipuler des petits cubes, des réglettes de taille 10 cubes, des plaques de taille 10 cubes, des gros cubes cubes de taille 10 petits cubes etc. pour représenter des entiers dans une numération décimale.

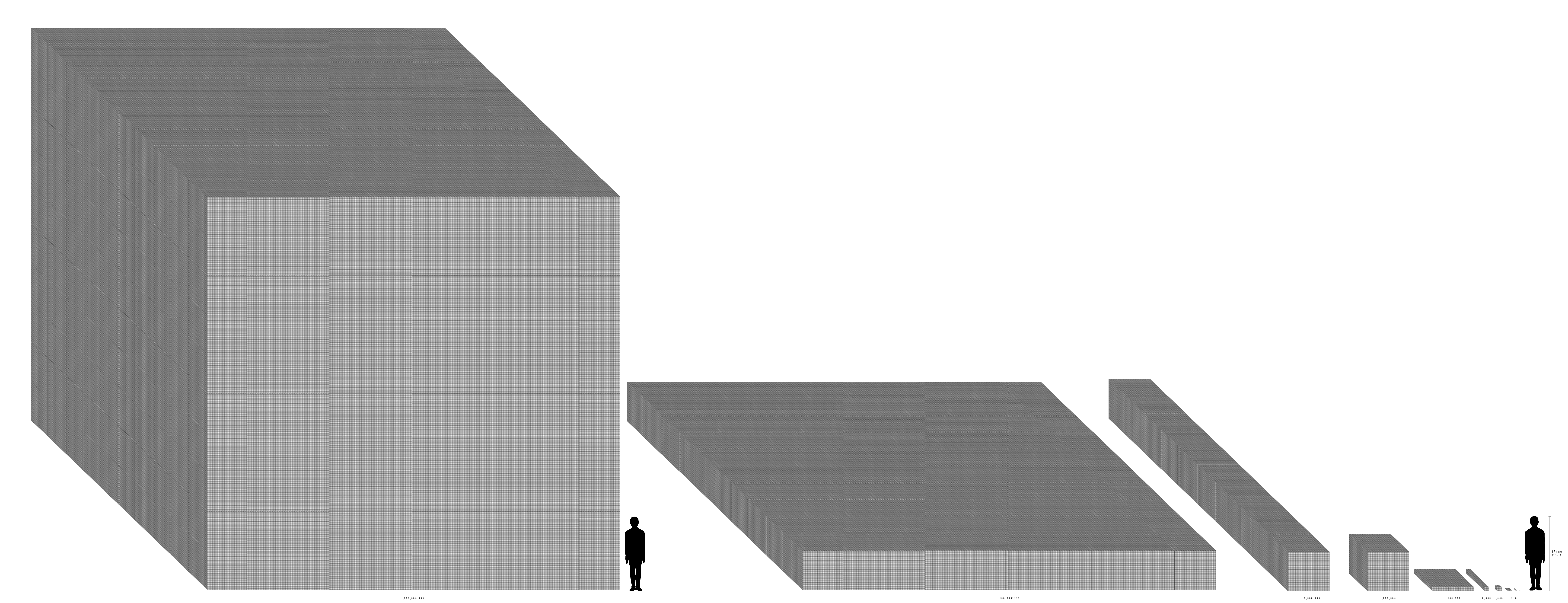
Système de base 10 en cubes, réglettes et plaques jusqu'à un million

Leur origine est ancienne puisque le suisse Jakob Heer (de) décrit, dès 1836, dans son livre  Methodisches Lehrbuch des Denkrechnens, sowohl im Kopfe als mit Ziffern, für Volksschulen,  un matériel de  petits cubes, des réglettes de tailles 10 cubes, des plaques carrées de taille 10 cubes, et d'un cube de taille 10 petits cubes. Toutes les pièces sont marquées, quadrillées pour rappeler qu'elles sont formées de petits cubes Son objectif n'est pas d'enseigner les opérations arithmétiques mais d'illustrer la numération décimale.

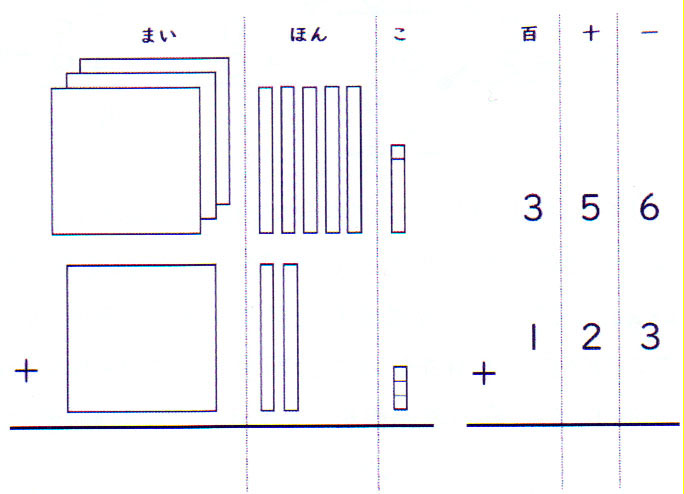
Une addition en base 10

Mais assez rapidement ses successeurs voient l'utilité des blocs pour manipuler des additions et des soustractions à plusieurs chiffres.
En 1910, le Français Jacques Camescasse (eo),lui , préfère que les enfants construisent eux-mêmes les réglettes et les plaques à l'aide de petits cubes de telle sorte qu'ils comprennent par la manipulation la formation des puissances de la base. Il brevète un système de cubes, qui peuvent être assemblés à l'aide de réglettes métalliques, commercialisé sous le nom de L'initiateur mathématique associé à une notice dans laquelle  il développe les utilisations possibles de son système: apprentissage du système décimal, manipulation des opérations classiques (addition, soustraction multiplication), illustration  des identités remarquables.

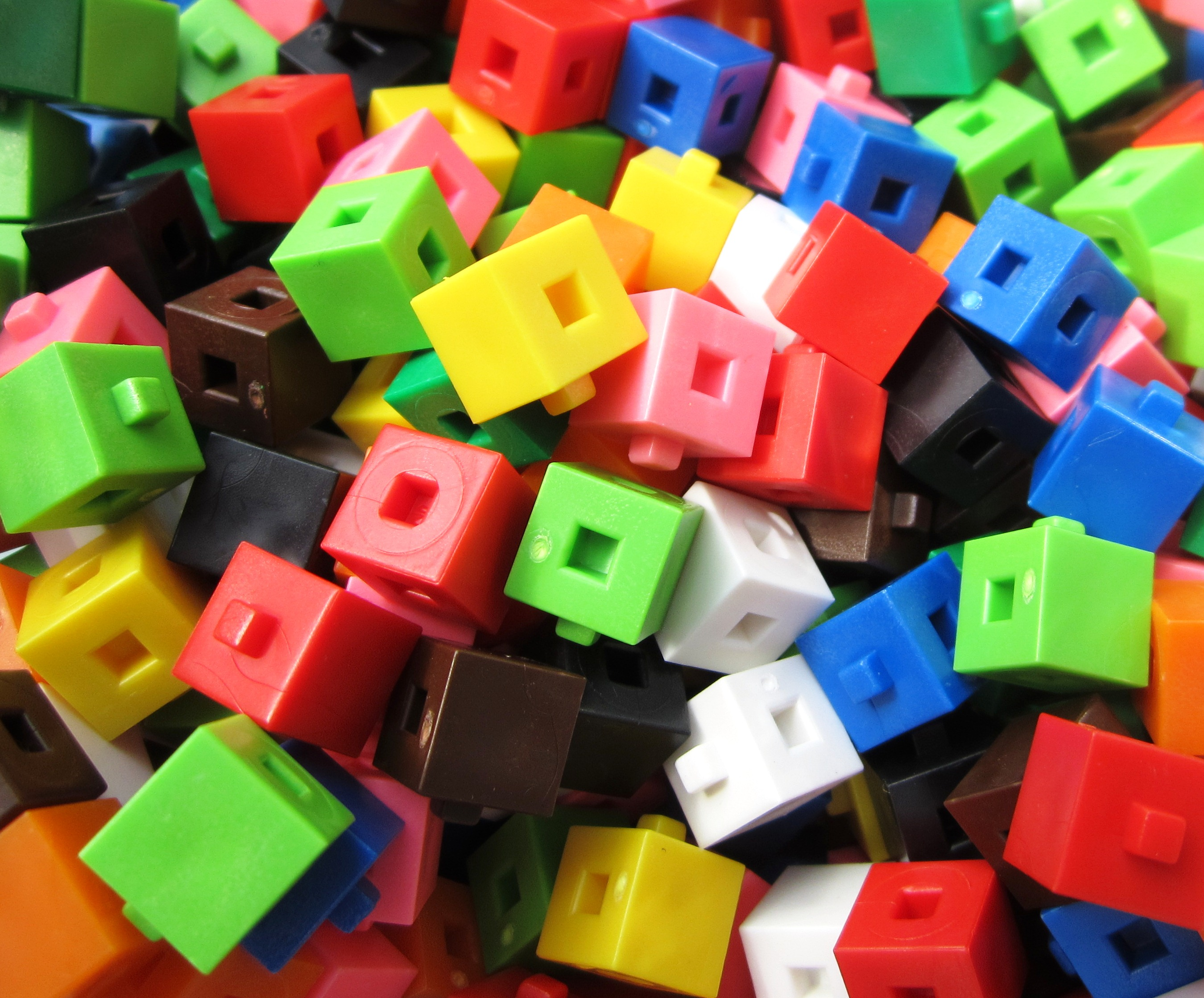
Cubes de liaison

Un tel système de «cubes de liaison» est encore commercialisé, les réglettes métalliques étant remplacées par des picots et des trous permettant des assemblages multidirectionnels.

### Blocs multibases (MAB - multibase arithmetic blocks) de Dienes

Addition en base 3

Zoltan Dienes ne souhaite pas se limiter à la base 10 car selon lui « la valeur positionnelle sera comprise d'une manière beaucoup plus complète si on fait varier toutes les variables inhérentes: la valeur des chiffres, la valeur des exposants, la valeur de la base ».
Il crée donc dans les années 1950, un jeu de boîtes contenant, outre la boite de base 10, des boites en base 3, 4, 5, .... Dans celles-ci, les réglettes et les plaques et les grands cubes ont pour côté la base correspondante. ainsi la boite de base 3 contient des petits cubes, des réglettes de longueur 3 cubes, des plaques et des grands cubes de côté 3 cubes. Il suggère d'effectuer avec ce matériel des opérations arithmétiques analogues à celles utilisées en base 10.

### Les «regletas» de Maria Antònia Canals

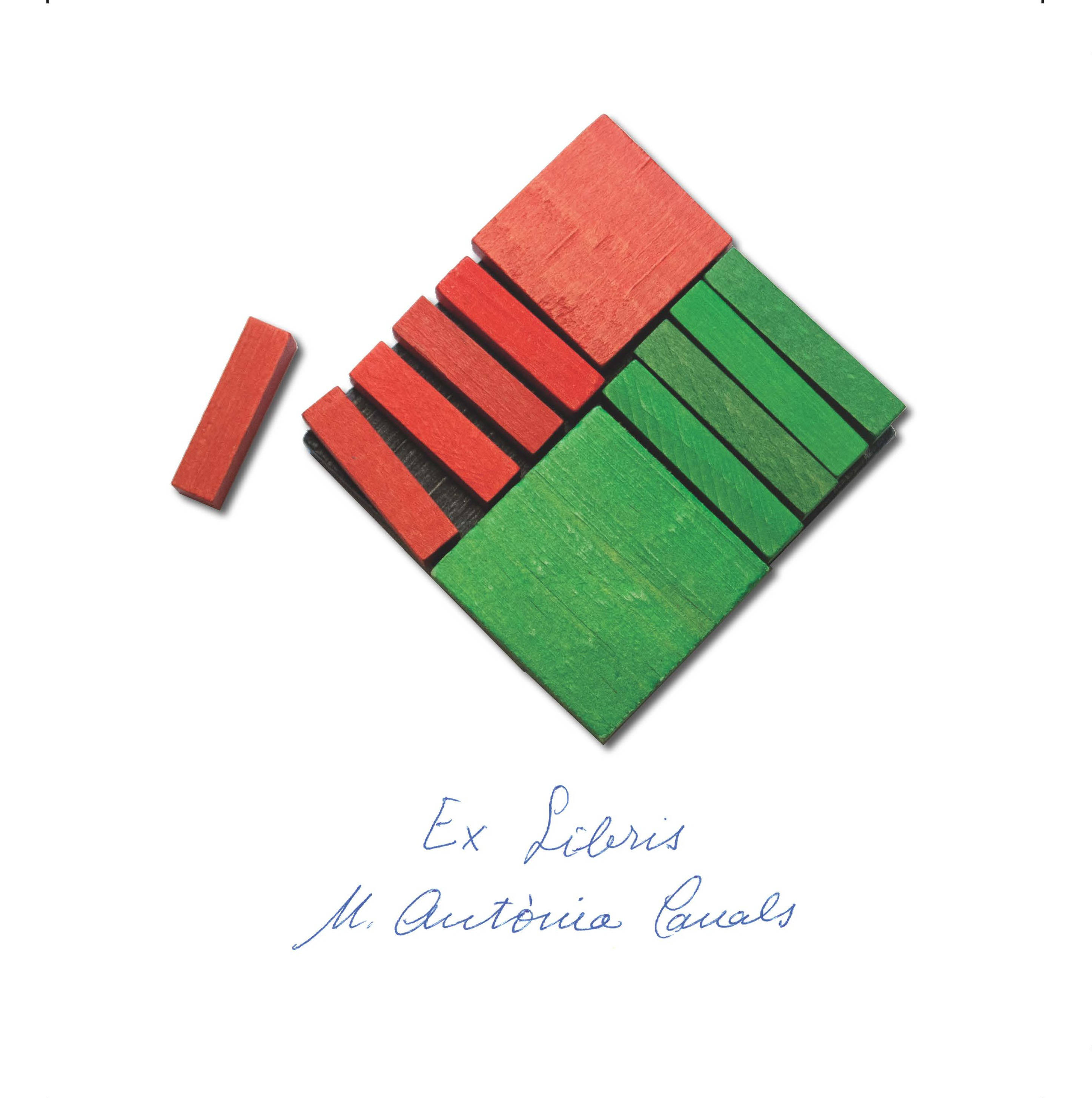
Quelques réglettes et plaques des «regletas» de María Antònia Canals

María Antònia Canals s'inspire des réglettes Cuisenaire et des blocs multibases de Dienes pour proposer un système de blocs comportant une dimension spatiale par l'étude des carrés et des cubes. Ses réglettes ne sont pas graduées. Et leurs couleurs donnent des indices sur la décomposition en facteurs premiers des nombres qu'elles représentent:
- la taille 1 est blanche
- les tailles 2 4 et 8 sont rose, rouge et grenat
- les tailles 3 et 9 sont bleu clair et bleu foncé
- la taille 5 est verte
- la taille 6 est lilas, mélange de rose et de bleu
- la taille 7 est jaune
- la taille 10 est marron, mélange de vert et de rose

On peut, outre les activités que l'on peut déjà faire avec les réglettes Cuisenaire, travailler sur des surfaces ou des volumes pour illustrer les identités remarquables (somme de cubes ou de carrés) ou illustrer la loi de progression des carrés ou des cubes.